# 涧西区管委会
涧西区管委会，是中华人民共和国河南省三門峽市灵宝市下辖的一个类似乡级单位。

## 行政区划
涧西区管委会下辖以下地区：
解放路社区、桥头社区、新华西路社区、桃林街社区、黄河北路社区、黄河南路社区、向阳巷社区、新华南街社区、弘农社区、康乐社区、西华村、建设村和解放村。